# Amatitla, Puebla
Amatitla är en ort i Mexiko.   Den ligger i kommunen Eloxochitlán och delstaten Puebla, i den sydöstra delen av landet, 250 km öster om huvudstaden Mexico City. Amatitla ligger 1 430 meter över havet och antalet invånare är 169.
Terrängen runt Amatitla är bergig åt sydost, men åt nordväst är den kuperad. Terrängen runt Amatitla sluttar brant österut. Runt Amatitla är det ganska tätbefolkat, med 100 invånare per kvadratkilometer. Närmaste större samhälle är Huitzmaloc, 0,28 km sydost om Amatitla. I omgivningarna runt Amatitla växer huvudsakligen savannskog.